# Jayden Nelson
Jayden Nelson (Toronto, 2002. szeptember 26. –) kanadai válogatott labdarúgó, a német Ulm csatára kölcsönben a norvég Rosenborg csapatától.

## Pályafutása

### Klubcsapatokban
Nelson a kanadai Toronto városában született. Az ifjúsági pályafutását a Brampton csapatában kezdte, majd a Torontónál folytatta.
2020-ban mutatkozott be a Toronto első osztályban szereplő felnőtt keretében. 2023. február 8-án a norvég első osztályban érdekelt Rosenborg szerződtette. Először a 2023. április 16-ai, Molde ellen idegenben 1–1-es döntetlennel zárult mérkőzésen lépett pályára. Első gólját 2023. június 4-én, a HamKam ellen hazai pályán 4–0-ra megnyert találkozón szerezte meg és emellett egy gólpasszt is kiosztott. A 2024–25-ös szezonban a német Ulmnál szerepelt kölcsönben.

### A válogatottban
Nelson az U15-ös és az U17-es korosztályú válogatottakba is képviselte Kanadát.
2020-ban debütált a felnőtt válogatottban. Először a 2020. január 7-ei, Barbados ellen 4–1-re megnyert barátságos mérkőzés 67. percében, Jay Chapman-t váltva lépett pályára. Első gólját 2020. január 10-én, szintén Barbados ellen ismét 4–1-es győzelemmel zárult találkozón szerezte meg.

## Statisztikák
2024. augusztus 11. szerint
| Klub      | Szezon   | Osztály     | Bajnokság | Bajnokság | Kupa  | Kupa | Nemzetközi | Nemzetközi | Összesen | Összesen |
| Klub      | Szezon   | Osztály     | Meccs     | Gól       | Meccs | Gól  | Meccs      | Gól        | Meccs    | Gól      |
| --------- | -------- | ----------- | --------- | --------- | ----- | ---- | ---------- | ---------- | -------- | -------- |
| Toronto   | 2020     | MLS         | 8         | 0         | 1     | 0    | —          | —          | 9        | 0        |
| Toronto   | 2021     | MLS         | 7         | 0         | 0     | 0    | —          | —          | 7        | 0        |
| Toronto   | 2022     | MLS         | 31        | 1         | 3     | 0    | —          | —          | 34       | 1        |
| Rosenborg | 2023     | Eliteserien | 24        | 4         | 1     | 0    | 3          | 2          | 28       | 6        |
| Rosenborg | 2024     | Eliteserien | 11        | 1         | 3     | 1    | —          | —          | 14       | 2        |
| Összesen  | Összesen | Összesen    | 81        | 6         | 8     | 1    | 3          | 2          | 92       | 9        |

### A válogatottban
| Válogatott | Év       | Pályára lépés | Gól |
| ---------- | -------- | ------------- | --- |
| Kanada     | 2020     | 3             | 1   |
| Kanada     | 2022     | 1             | 0   |
| Kanada     | 2023     | 1             | 1   |
| Összesen   | Összesen | 5             | 2   |

#### Góljai a válogatottban
| # | Időpont          | Helyszín                                                       | Ellenfél | Gólok | Eredmény | Kiírás                     |
| - | ---------------- | -------------------------------------------------------------- | -------- | ----- | -------- | -------------------------- |
| 1 | 2020. január 10. | Championship Soccer Stadion, Irvine, Amerikai Egyesült Államok | Barbados | 4–1   | 4–1      | Barátságos mérkőzés        |
| 2 | 2023. július 4.  | Shell Energy Stadion, Houston, Amerikai Egyesült Államok       | Kuba     | 3–1   | 4–2      | 2023-as CONCACAF-aranykupa |

## Sikerei, díjai
Toronto
- Kanadai Kupa
  - Győztes (1): 2020
  - Döntős (2): 2021, 2022

Egyéni
- Az Év Kanadai Utánpótlás Válogatott Játékosa: 2019